# Ulla Barding
Ulla Barding, po mężu Poulsen (ur. 1 lipca 1912 w Kopenhadze, zm. 15 sierpnia 2000 w Gentofte) – duńska florecistka, wielokrotna medalistka mistrzostw świata.
Podczas mistrzostw świata w Kopenhadze w 1932 roku (oficjalnie zawody tego cyklu rozgrywane są pod tą nazwą dopiero od 1937) Dunki w składzie Ulla Barding, Aase Holgersen, Inger Klint, Gerda Munck, Grete Olsen i Mitzi With wywalczyły złoty medal we florecie drużynowym. W tej samej konkurencji zdobyła też złote medale na mistrzostwach świata w Lizbonie (1947) i mistrzostwach świata w Hadze (1948), srebrny na mistrzostwach świata w Monte Carlo (1950) oraz brązowe na mistrzostwach świata w Paryżu (1937) i mistrzostwach świata w Sztokholmie (1951).
Na igrzyskach olimpijskich w Berlinie w 1936 roku dotarła do ćwierćfinału floretu indywidualnego. Brała też udział w igrzyskach olimpijskich w Helsinkach w 1952 roku, gdzie w tej samej konkurencji odpadła w pierwszej rundzie. 